# Północno-Zachodnia Policja Konna

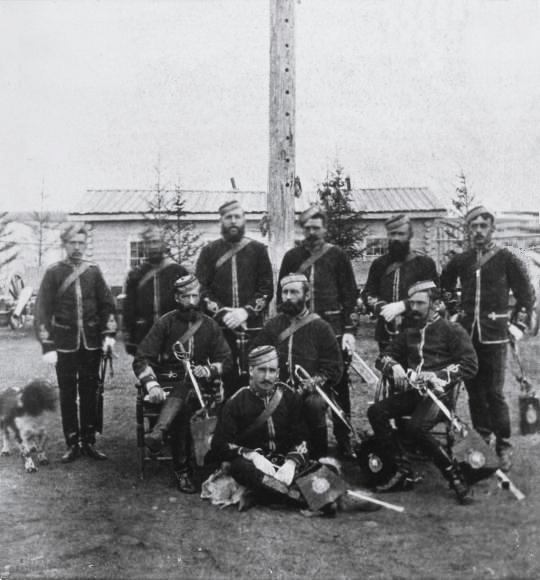
Policjanci w 1878 roku.

Północno-Zachodnia Policja Konna – organizacja policyjna utworzona w Kanadzie 23 maja 1873, w celu zaprowadzenia porządku i utworzenia administracji w Terytoriach Północno-Zachodnich. W 1920 instytucja zmieniła nazwę, tworząc - po połączeniu z Dominion Police - Kanadyjską Królewską Policję Konną.